# Wilhelm Vischer (Botaniker)
Wilhelm Matthäus Vischer (* 5. Januar 1890 in Basel, Schweiz; † 2. Juni 1960 ebenda) war ein Schweizer Botaniker. Seine Hauptinteressen galten der Erforschung von Algen. Er wirkte zudem im Naturschutz und als Professor an der Universität Basel.
Sein botanisches Autorenkürzel lautet «Vischer».

## Leben

### Herkunft und Ausbildung
Willhelm Vischer wurde am 5. Januar 1890 in Basel geboren. Er war das erste Kind des Notars Wilhelm Vischer (1861–1928) und der Helene Iselin (1866–1908), die beide alten Basler Familien entstammten; der Theologe Eberhard Vischer war sein Onkel. In seiner Primarschulzeit zog Vischer in die Rittergasse, wohin er nach verschiedenen Aufenthalten immer wieder zurückkehrte. Er wurde zusammen mit seinen Geschwistern in humanistischer Weise erzogen und besuchte das Humanistische Gymnasium in Basel. Nach mehreren Semestern des propädeutischen medizinischen Studiums wandte sich Vischer unter dem Einfluss von Robert Chodat der Botanik zu. Im Jahre 1914 promovierte er bei Karl von Goebel an der Universität München mit summa cum laude.

### Auslandsexpeditionen und Aufenthalte
Im Rahmen seines botanischen Studiums bei Robert Chodat durfte Vischer kleine botanische Fahrten auf die Balearen und die Iberische Halbinsel unternehmen. Im Jahre 1914 konnte er Robert Chodat  auf eine Forschungsreise nach Paraguay begleiten.
Als Plantagenbotaniker arbeitete Vischer in den Jahren von 1919 bis 1923 an der Rubberproef-Station in Buitenzorg, wo er sich mit Kautschukgewinnung und Ertragssteigerung auseinandersetzte. Von dort aus unternahm Vischer im Jahre 1922 eine Expedition, die ihn ins Gebiet des heutigen Nationalparks Bromo-Tengger-Semeru in Ostjava sowie auch nach Bali führte und die ihm bis ins hohe Alter in bester Erinnerung blieb. Wissenschaftliche Abhandlungen in niederländischer und auch in englischer Sprache, die Vischer während seines Aufenthalts in Westjava schrieb, liessen seine Bekanntheit steigen. Vischer wurde dadurch als Fachberater für Kautschuk-, Tee- und Kaffee-Kultivateure nach Südsumatra eingeladen, folgte dieser Aufforderung jedoch nicht.

### Forschungs- und Lehrtätigkeit
Stattdessen kehrte Vischer in seine Heimatstadt Basel zurück und habilitierte sich an der Universität Basel im März 1924. Im Jahre 1926 erhielt Vischer den Lehrauftrag für «systematische und pharmazeutische Botanik und Pflanzengeographie». Zwei Jahre später wurde er 1928 zu einem ausserordentlichen Professor ernannt.
Seine Forschertätigkeit galt vor allem den Algen und gelegentlich auch Pilzen. Er wirkte besonders in der Herstellung von Reinkulturen, hauptsächlich von Süsswasserformen, was Vischer unter Robert Chodat erlernt hatte. Vischer beschrieb eine grosse Zahl an neuen Gattungen und Arten. Ihm zu Ehren benannte Adolf Pascher 1938 eine Gattung (Heterococcale) mit mehreren Arten als Vischeria, und zwar deswegen, weil Vischer sich gerade um die Kenntnis der Heterokonten grosse Verdienste erworben hat. Nach ihm bezeichnete Pascher auch eine Mischococcus-Art als Mischococcus vischerianus.

### Naturschutz
Vischer war jahrelang Vorsitzender der Untersuchungskommission und des Mitarbeiterstabes für den Schweizerischen Nationalpark. In diesem Rahmen hat er selbst Untersuchungen über Bodenalgen durchgeführt, deren Resultate in den Ergebnissen der wissenschaftlichen Untersuchungen im Schweizerischen Nationalpark. Neue Folge erschienen sind. Gerade aufgrund seiner vielen Reisen und Exkursionen sah Vischer die Natur durch die zunehmende, intensive Bewirtschaftung gefährdet. Besonders hervorzuheben ist sein 1946 in Basel erschienenes Buch «Naturschutz in der Schweiz». Darin wurde anhand vieler Berichte die Aufgaben des Naturschutzes in der Schweiz, dessen bisherige Leistungen und die noch zu erstrebenden Lösungen zusammengestellt.

### Mitgliedschaften
Vischer war Präsident der Schweizerischen Botanischen Gesellschaft sowie Mitbegründer der Basler Botanischen Gesellschaft. In den Jahren 1937 und 1938 präsidierte er die Schweizerischen Zentralstelle für Flüchtlingshilfe sowie zwischen 1927 und 1939 die Naturschutzkommission der Schweizerischen Naturforschenden Gesellschaft.

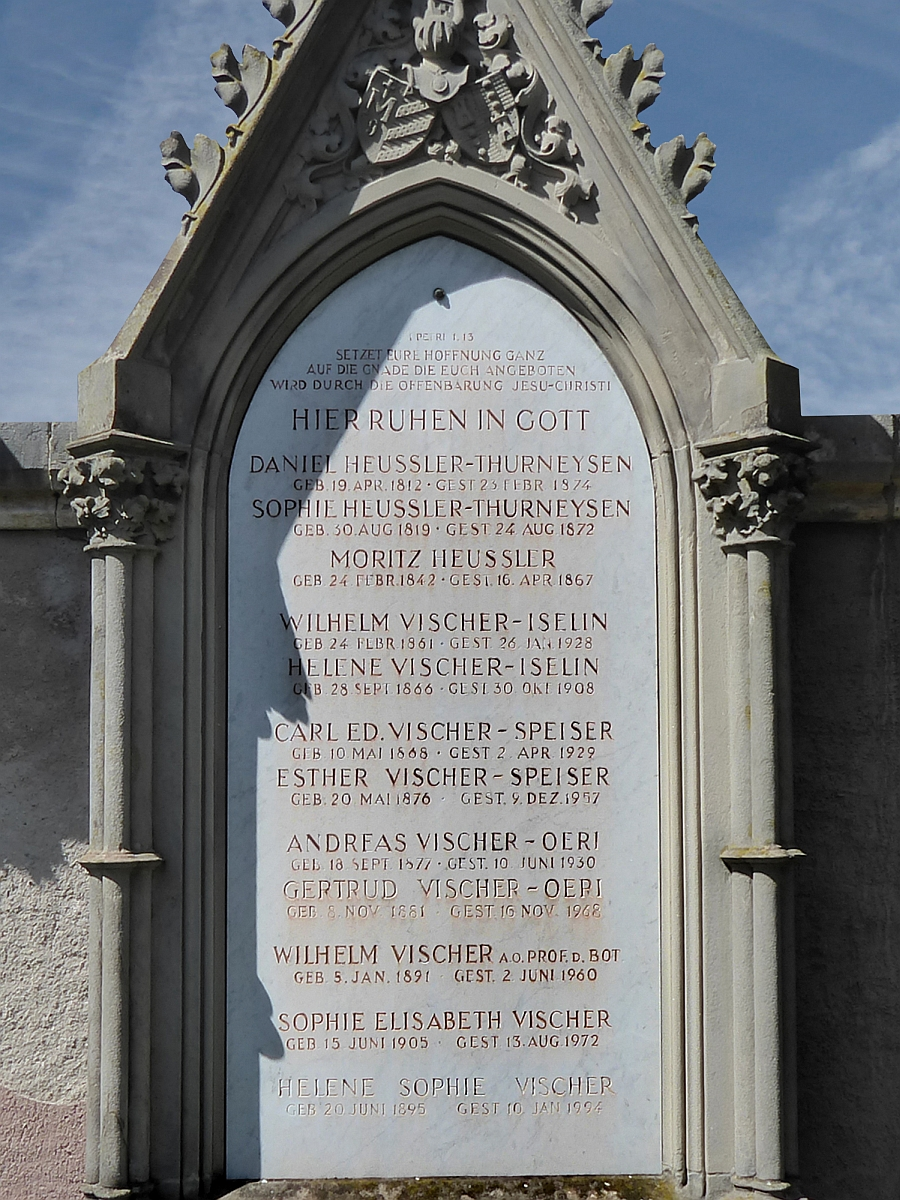
Grab auf dem Friedhof Wolfgottesacker, Basel

## Werke (Auswahl)
- Wilhelm Vischer: Naturschutz in der Schweiz. Bericht des Präsidenten der ehemaligen Schweizerischen Naturschutzkommission der Schweizerischen Naturforschenden Gesellschaft 1906–1938 nebst allgemeiner Darstellung der Naturschutztätigkeit in der Schweiz. (= Schweizerische Naturschutzbücherei. Band 3). Schweizerischer Bund für Naturschutz, Basel 1946.